# Garden Bay Marine Park
Garden Bay Marine Park är en park i Kanada.   Den ligger i Sunshine Coast Regional District och provinsen British Columbia, i den sydvästra delen av landet, 3 600 km väster om huvudstaden Ottawa. Garden Bay Marine Park ligger 415 meter över havet.
Terrängen runt Garden Bay Marine Park är varierad. Havet är nära Garden Bay Marine Park åt sydväst.Runt Garden Bay Marine Park är det mycket glesbefolkat, med 3 invånare per kvadratkilometer.. 
I omgivningarna runt Garden Bay Marine Park växer i huvudsak barrskog.